# Theridion seximaculatum
Theridion seximaculatum är en spindelart som beskrevs av Zhu 1998. Theridion seximaculatum ingår i släktet Theridion och familjen klotspindlar. Inga underarter finns listade i Catalogue of Life.